# Lepthyphantes japonicus
Lepthyphantes japonicus är en spindelart som beskrevs av Ryoji Oi 1960. Lepthyphantes japonicus ingår i släktet Lepthyphantes och familjen täckvävarspindlar. Inga underarter finns listade i Catalogue of Life.